# Hashim Thaçi
Hashim Thaçi, ([hä'ʃɪm 'θɑ:t͡ɕɪ] ( lyssna)); född 24 april 1968 i Buroja nära Drenica, Jugoslavien (nuvarande Kosovo), är en kosovoalbansk politiker. 
Han var Kosovos premiärminister från 2008 till 2014 och satt sedan som landets utrikesminister. Han var medgrundare och politisk ledare av Kosovos Befrielsearmé (UÇK). Thaçi var även partiledare för Kosovos demokratiska parti (PDK) från 1999 till 2016. År 2016 efterträdde han Atifete Jahjaga som landets femte president.
I juni 2020 åtalades Thaçi vid tribunalen i Haag för brott mot mänskligheten och krigsförbrytelser.

## Tidig karriär och utbildning
Thaçi är bördig från Buroja i kommunen Skenderaj, nordväst om Drenicadalen i Kosovo. Under sina universitetsår var han en av ledarna för de kosovoalbanska studenterna och senare den första ordföranden för det parallella kosovoalbanska universitetet i Pristina. Det bröt sig loss 1989 och organiserade tidigt på 1990-talet undervisning, skilt från det riktiga universitetet. Detta skedde som ett led i bojkotten mot Slobodan Miloševićs nya förordningar angående Kosovo.